# Journée nationale de la libération de Corée
La journée nationale de la libération de Corée est célébrée le 15 août en Corée du Sud et du Nord. Elle commémore la victoire sur le Japon, dans laquelle la péninsule coréenne est libérée du règne colonial de l'empire du Japon par les États-Unis et les forces alliées.
En Corée du Sud, elle est appelée Gwangbokjeol (translittération de coréen : littéralement Jour du Retour de la Lumière), et est l'un des jours fériés. En Corée du Nord , elle est appelée Chogukhaebangŭi nale (littéralement Jour de la Libération de la Patrie).

## Histoire

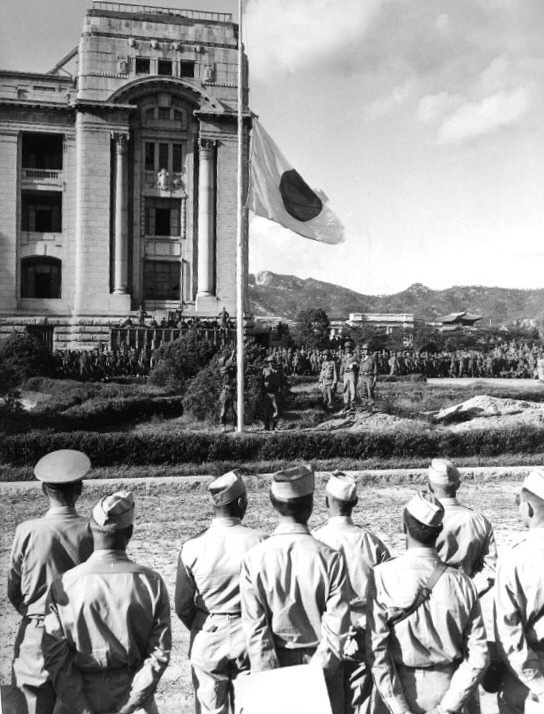
Soldats américains regardant le drapeau du Japon à Séoul étant abaissé en 1945.

Après la libération de la péninsule coréenne par les Alliés en 1945, des gouvernements coréens indépendants sont créés trois ans plus tard, le 15 août 1948, lorsque le pro-américain Syngman Rhee est élu premier Président de la Corée du Sud et que le pro-Soviétique Kim Il-sung est déclaré premier ministre de la Corée du Nord. Le Gwangbokjeol a été désigné officiellement jour férié le 1er octobre 1949 en Corée du Sud et est appelé Chogukhaebangŭi nale (조국해방의 날 ; littéralement « Jour de la Libération de la Patrie ») en Corée du Nord.

## Corée du Nord

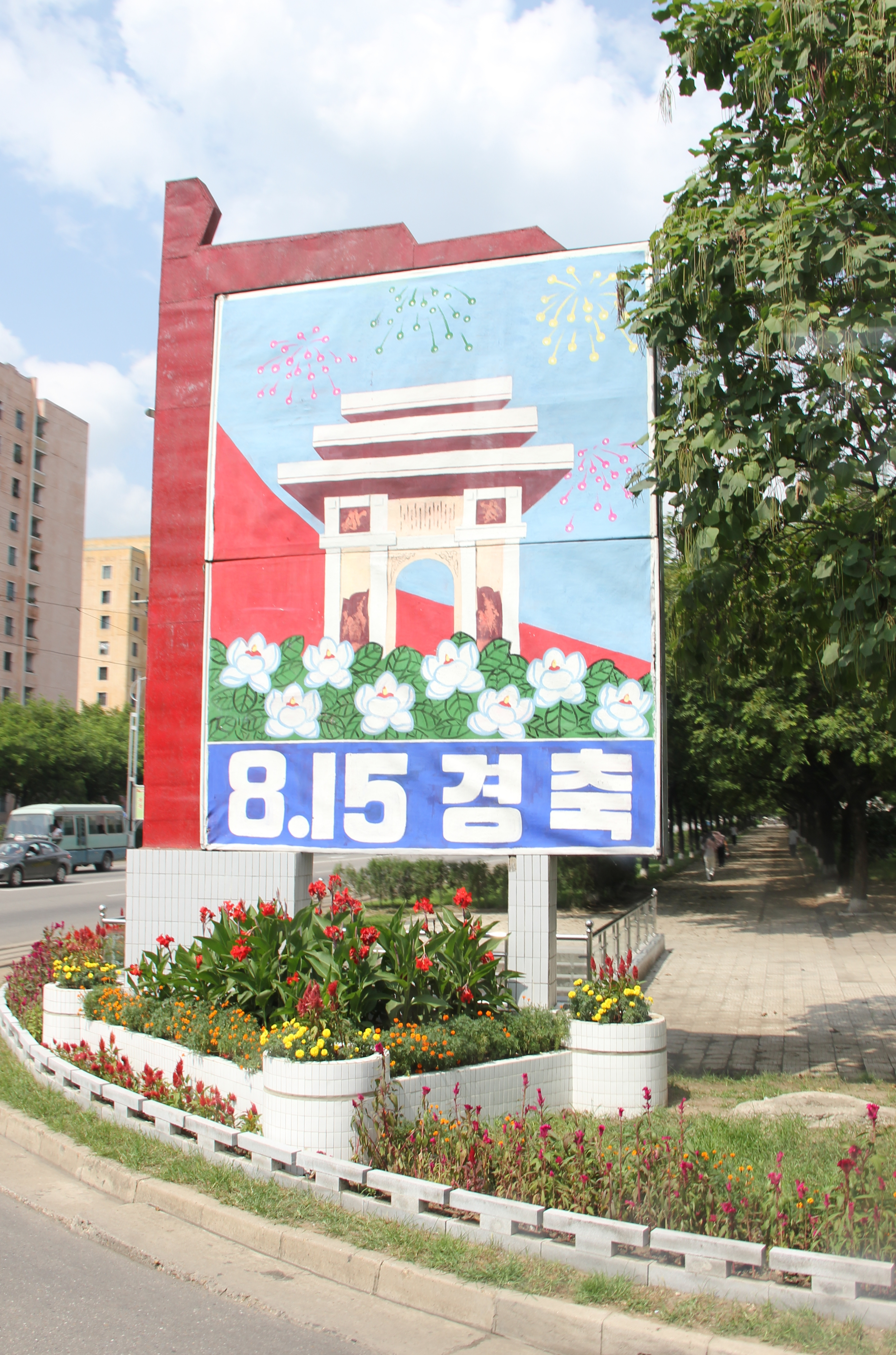
Poster de la journée de la Libération à Pyongyang, Corée du Nord

La Corée du Nord célèbre actuellement cette fête avec la Corée du Sud. La journée de la Libération est la seule fête coréenne célébrée dans les deux pays.

## Corée du Sud

### Jour férié
En Corée du Sud, de nombreuses activités et événements se produisent au cours de la journée, y compris une cérémonie officielle en présence du président ayant lieu dans le hall de l'Indépendance de la Corée à Cheonan ou au  Sejong Center for the Performing Arts.
Tous les bâtiments et maisons sont encouragés à afficher le drapeau national sud-coréen Taegukki. Non seulement la plupart des musées publics et les lieux ouvrent gratuitement aux descendants des militants de l'indépendance, mais ils peuvent également se rendre sur les transports en commun et les trains interurbains gratuitement.
La « chanson du Gwangbokjeol »(광복절 노래) est chantée lors des cérémonies officielles. Les paroles de la chanson ont été écrites par Jeong-Riob (정인보) et la mélodie par Yoon Yongha (윤용하). Les paroles parlent de « toucher la terre à nouveau » et comment « la mer danse », comment « cette journée est la trace restante de 40 ans de sang passionné solidifié » et de « garder cela pour toujours et à jamais ».
Le gouvernement délivre traditionnellement des réhabilitations spéciales durant le Gwangbokjeol,.
En 1974, Yuk Young-soo, la première dame de Corée du Sud, l'épouse de Park Chung-hee, est assassinée par Mun Se-gwang au Théâtre national de Corée à Séoul au cours d'une cérémonie du Gwangbokjeol.

### Culture populaire
Les réhabilitations spéciales délivrées durant le Gwangbokjeol sont l'objet d'une comédie sud-coréenne, Gwangbokjeol Teuksa 광복절특사, littéralement « Les réhabilitations spéciales du Gwangbokjeol »), où les deux personnages principaux s'évadent de prison pour se rendre compte plus tard qu'ils étaient déjà sur la liste des réhabiltés.